# آبشارهای نیاگارا
آبشارهای نیاگارا (به انگلیسی: Niagara Falls) به مجموعهٔ سه آبشار گفته می‌شود که در مرز آمریکا و کانادا در استان انتاریو از قلمروی کانادا و در ایالت نیویورک از قلمرو آمریکا جای دارد. این آبشارها در سر شمالی گلوگاه رود نیاگارا قرار دارد.
این آبشارها از بزرگ به کوچک به ترتیب عبارتند از: آبشار نعل اسب، آبشار آمریکایی و آبشار نقاب عروس. آبشار نعل اسب در بخش کانادایی و آبشار آمریکایی در بخش آمریکایی جای دارند که بوسیلهٔ جزیرهٔ بز یا گوت آیلند از هم جدا شده‌اند. آبشار کوچکتر یا همان نقاب عروس هم در سوی آمریکایی این مجموعه آبشار است که از دیگر آبشارها، بوسیلهٔ جزیرهٔ لونا جدا شده‌است. مرز بین‌المللی دو کشور در اصل از سال ۱۸۱۹ از میان آبشار نعل اسبی می‌گذرد اما این مرز به دلیل فرسایش زمین و ساخت و سازها مورد مناقشه است.
این آبشار بر روی رود نیاگارا اوشیب جای دارد و آب دریاچهٔ ایری را زهکشی می‌کند و به دریاچهٔ انتاریو می‌ریزد. این آبشارها روی هم رفته بالاترین سرعت جریان در میان تمام آبشارهای جهان را دارند. بلندی این آبشار بیش از ۵۰ متر (۱۶۵ پا) است. آبشار نعل اسبی با توجه به ارتفاع سقوط آب و شدت جریان، قوی‌ترین آبشار در آمریکای شمالی است. در زمان پُرآبی بیش از ۱۶۸ هزار مترمکعب و در حالت عادی نزدیک به ۱۱۰ هزار مترمکعب آب در ۶۰ثانیه از این آبشار سرازیر می‌شود.
این مجموعه آبشار در ۲۷ کیلومتری (۱۷ مایلی) شمال و شمال غرب بوفالو و ۱۲۱ کیلومتری (۷۵ مایلی) جنوب و جنوب شرق تورنتو، میان دو شهر دوقلوی نیاگارا فالز (انتاریو) و نیاگارا فالز (نیویورک) قرار دارد
و به گفته زمین شناس بزرگ پرفسور ک.چ بزرگترین ابشار در جهان است.

## ویژگی‌ها
بلندی آبشار نعل اسبی ۵۳ متر است درحالی که بلندی آبشار آمریکایی میان ۲۱ تا ۳۰ متر تغییر می‌کند. این به دلیل وجود صخره‌های بزرگ در بستر آن است. پهنای آبشار نعل اسبی نزدیک ۷۹۰ متر و پهنای آبشار آمریکایی ۳۲۰ متر است. روی هم رفته مسافت میان دورترین بخش آمریکایی تا دورترین بخش کانادایی آبشار ۱۰۳۹ متر است.
حجم آب سرازیر شده در فصل‌های پرآب می‌تواند تا ۵۷۰۰ مترمکعب در ثانیه هم برسد. شدت جریان آب با تراز آب در دریاچه ایری نسبت مستقیم دارد و این مقدار معمولاً در پایان بهار و آغاز تابستان در اوج خود قرار دارد. در طول تابستان ۲۸۰۰ مترمکعب در ثانیه، آب از آبشار سرازیر می‌شود که نزدیک به ۹۰ درصد آن از آبشار نعل اسبی می‌گذرد که آب این آبشار با کمک یک سرریز قابل جابجایی به سوی دستگاه‌های تولید برق هدایت می‌شود. شدت آب سرازیر شده از این آبشار در هنگام شب و در فصل زمستان که شمار گردشگران کمتر است، به نیم کاهش می‌یابد و به ۱۴۰۰ مترمکعب در ثانیه می‌رسد. از سال ۱۹۵۰ بر پایهٔ عهدنامهٔ نیاگارا، میزان آب نیاگارا مدیریت می‌شود، که این مدیریت از سوی انجمن بین‌المللی نظارت نیاگارا (International Niagara Board of Control) یا (IJC) صورت می‌گیرد.
رنگ سبز آب آبشار محصول حل شدن نزدیک به ۶۰ تن بر دقیقه از خاک بسیار ریز و نمک در آب است که در اثر نیروی فرسایشی رودخانهٔ نیاگارا تولید می‌شود. نرخ فرسایش در این منطقه نزدیک به ۳۰ سانتیمتر در سال است که البته در دوره‌ای به میانگین ۹۱ سانتیمتر در سال هم رسیده بود. برآورد می‌شود که تا ۵۰۰۰۰ هزار سال دیگر حتی اگر با همین نرخ کاهش یافته، فرسایش ادامه داشته باشد ۳۲ کیلومتر باقی‌مانده تا دریاچهٔ ایری از بین برود و دیگر اثری از آبشار باقی نماند.

## زمین‌شناسی
دلیل پدیداری آبشار نیاگارا به ۱۰۰۰۰ سال پیش و عصر یخبندان ویسکانسین بازمی‌گردد این همان نیروی است که دریاچه‌های بزرگ آمریکای شمالی و رود نیاگارا را پدیدآورد. همهٔ این پدیده‌های طبیعی در اثر یک عصر یخبندان شکل گرفته‌اند، در این دوران با کنده شدن زمین، راه برخی رودخانه‌ها عمیق‌تر شده و دریاچه‌ها پدید آمده‌اند همچنین با جمع شدن زباله‌های حاصل از یخبندان (مانند رسوب و صخره‌های کنده شده) راه آب بقیه بسته شده و آب در آن ناحیه جمع شده‌است. برخی دانشمندان فکر می‌کنند که احتمالاً در این منطقه، در محل کانال ولاند یک دره وجود داشته که با رسوب و صخره‌های کنده شده در دوران یخبندان، پُر شده‌است.

## گذشته

نقاشی آبشار نیاگارا اثر فردریک ادوین چرچ، ۱۸۵۷

نظریه‌های گوناگونی پیرامون منشأ نام این آبشار وجود دارد. بروس تریگر، باستان‌شناس کانادایی گفته‌است که نام «نیاگارا» از نام شاخه‌ای از بومیان آن منطقه که «نیاگاگارگا» نام داشتند، گرفته شده‌است. نام این بومیان بر روی نقشه‌های فرانسوی مربوط به دهه‌های آخر سدهٔ ۱۷ میلادی آمده‌است. اما پژوهشگر دیگری به نام جورج ریپی استوارت می‌گوید نام این آبشار از نام شهر کوچکی ایروکوایی به نام «اونگنیاهرا» به معنی «جایی که زمین به دو نیم می‌شود» گرفته شده‌است. همچنین پژوهشگر دیگری به نام Henry Schoolcraft گزارش می‌کند که نام نیاگارا به معنی «گردن» است و در آغاز این نام به گلوگاه سرزمین میان دریاچه‌های ایری و اونتاریو، نسبت داده می‌شده‌است و عبارت onyara به معنی گردن او است.
نخستین توصیفات به جای مانده از آبشار که شاهدان عینی نوشته‌اند به بازدید ساموئل دو شامپلن در سال ۱۶۰۴ بازمی‌گردد که در دوران شناسایی کانادا اعضای گروهش از صحنهٔ دیدنی آبشار برای او تعریف کرده بودند او پس از بازدید دیده‌هایش را در خاطرات روزانه‌اش ثبت می‌کند. نخستین توصیف علمی از آبشار مربوط به طبیعت‌شناس فنلاندی-سوئدی است که در آغاز سدهٔ ۱۸ میلادی ارائه شده بود.
در سدهٔ ۱۸ میلادی گردشگری کم‌کم گسترش یافت تا اینکه در میانهٔ این سده، گردشگری صنعت اصلی این منطقه شد. ژروم برادر ناپلئون بناپارت به همراه تازه عروسش در سدهٔ ۱۹ میلادی به بازدید این منطقه رفت. در ۱۸۳۷ در جریان رویداد کارولین یک کشتی مهمات شورشی‌ها به نام کارولین سوزانده شد و به بالای آبشار فرستاده شد. در مارس ۱۸۴۸ به دلیل جمع شدن یخ‌ها، راه آبشار بسته شد و به مدت ۳۰ تا ۴۰ ساعت هیچ آبی از آن نگذشت در نتیجه توربین‌های برقی از کار افتاد و کارخانه‌ها همه دست از کار کشیدند.

## نگارخانه

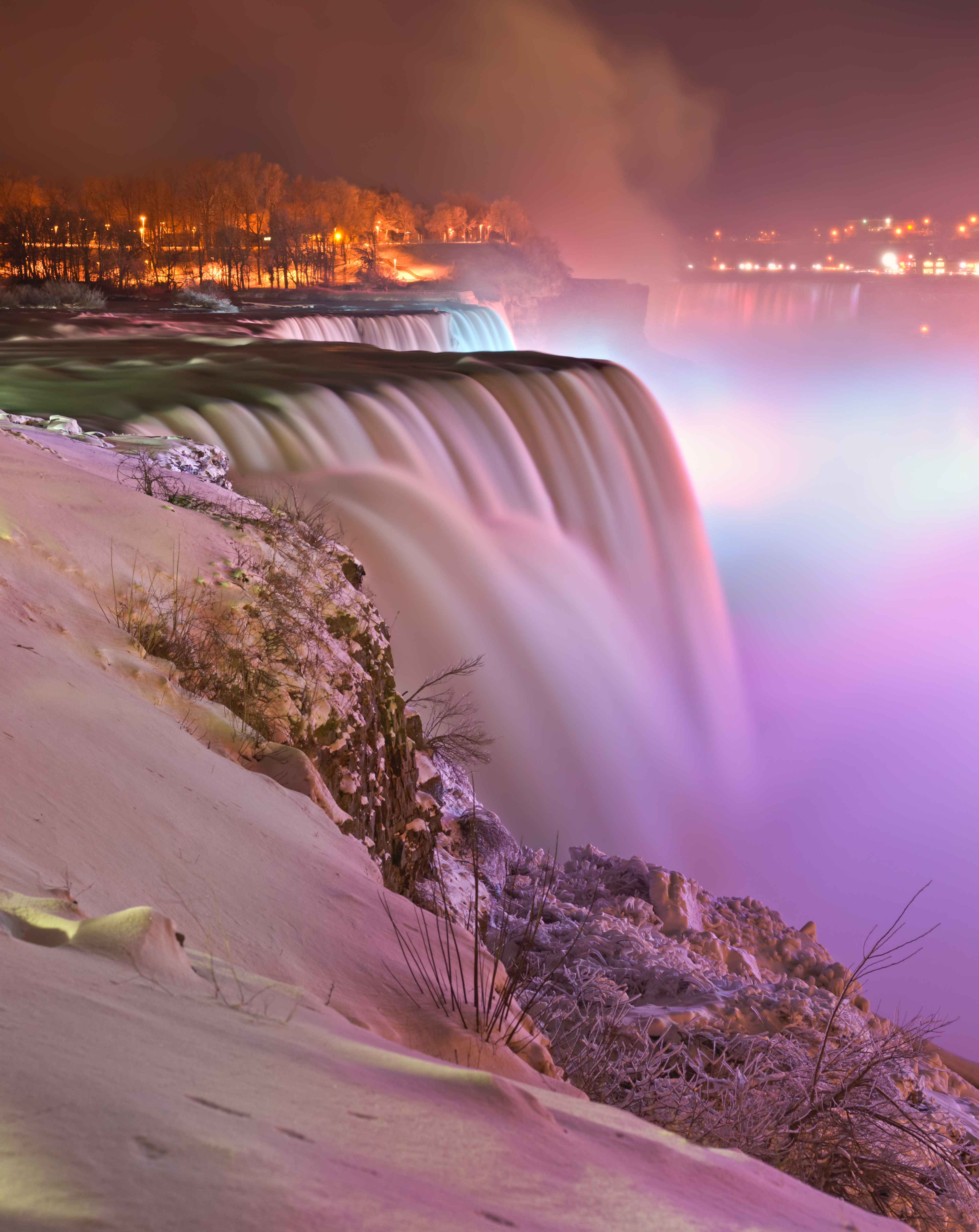
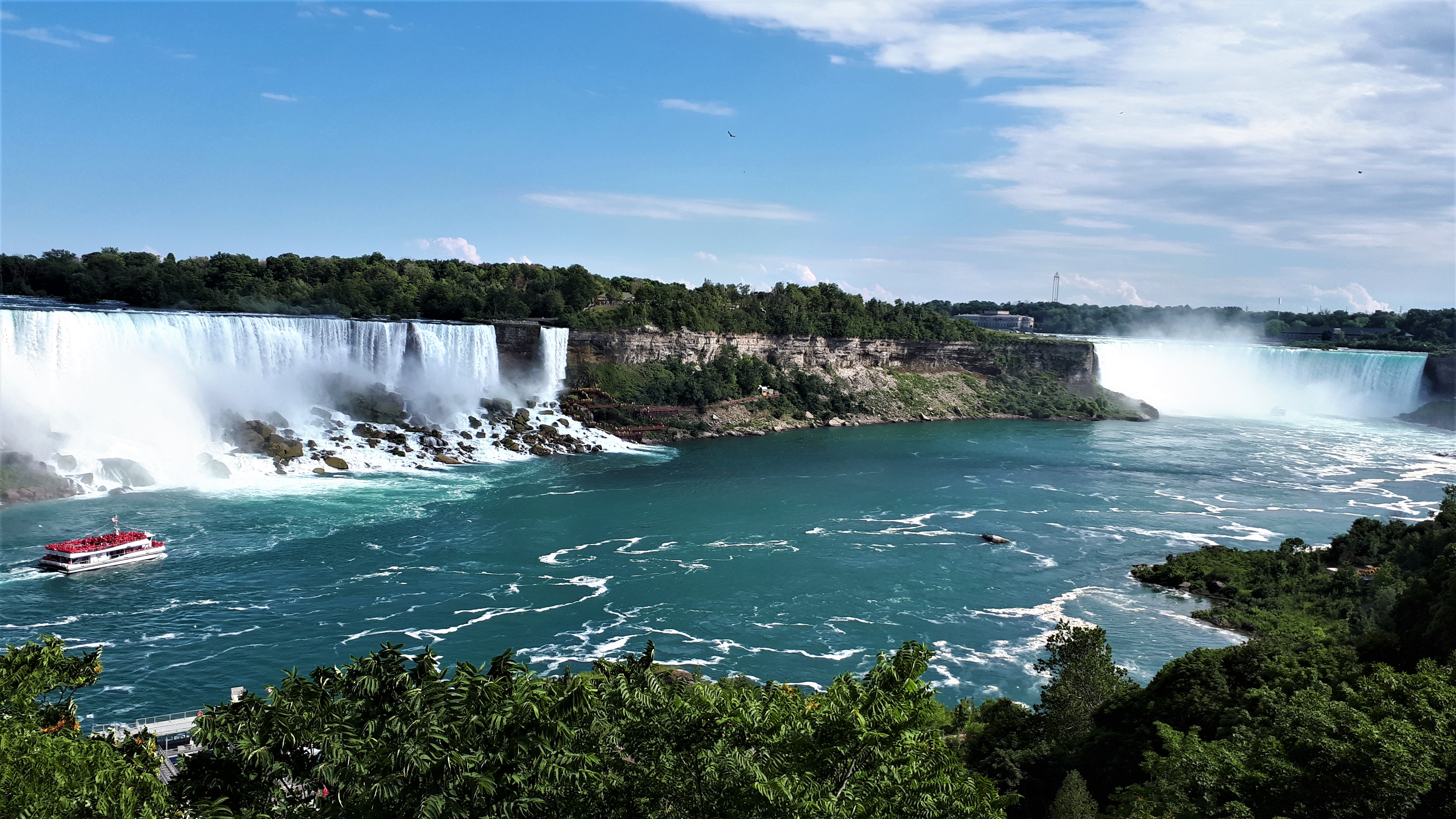
آبشارهای نیاگارا
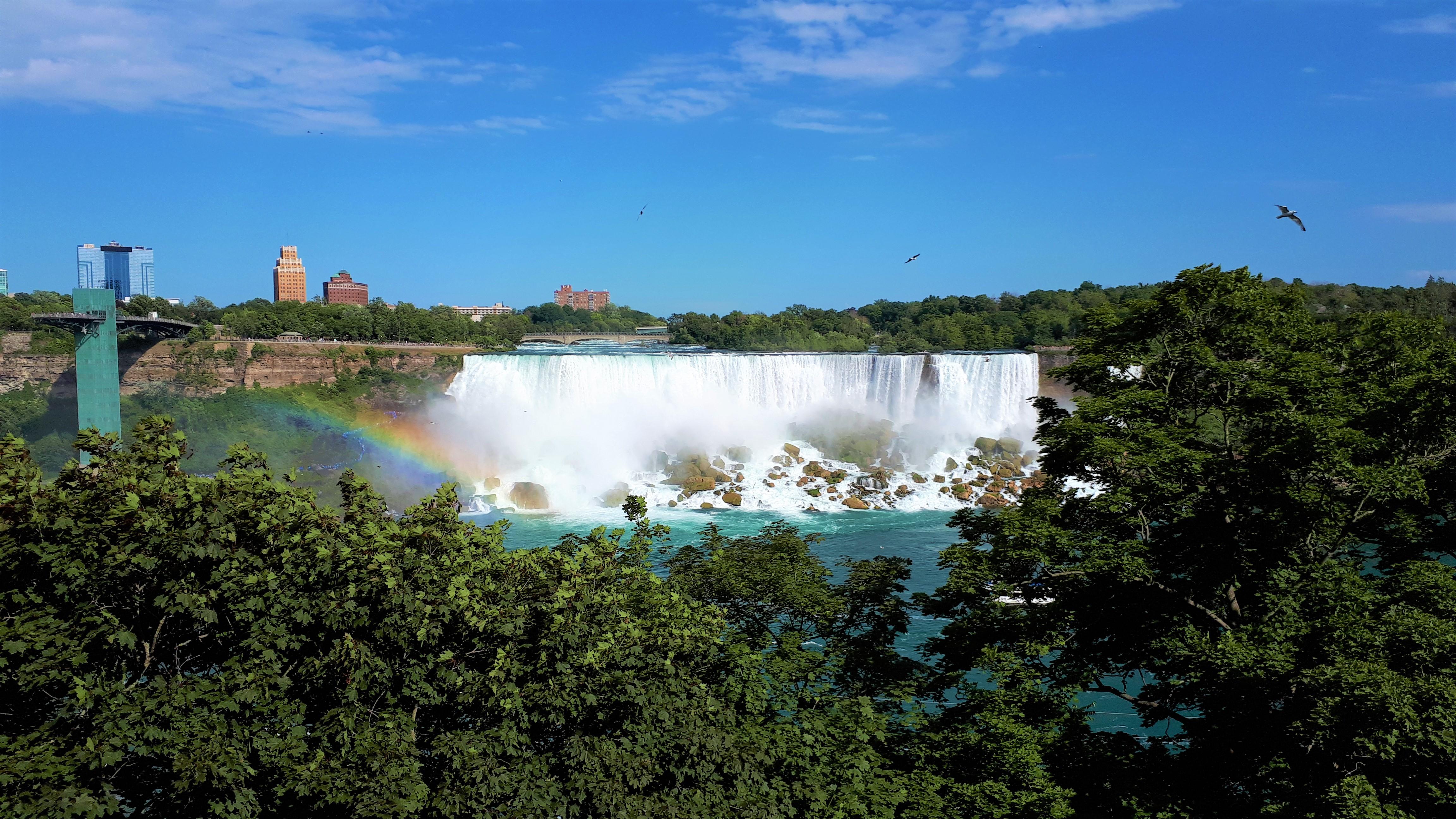
آبشار آمریکایی
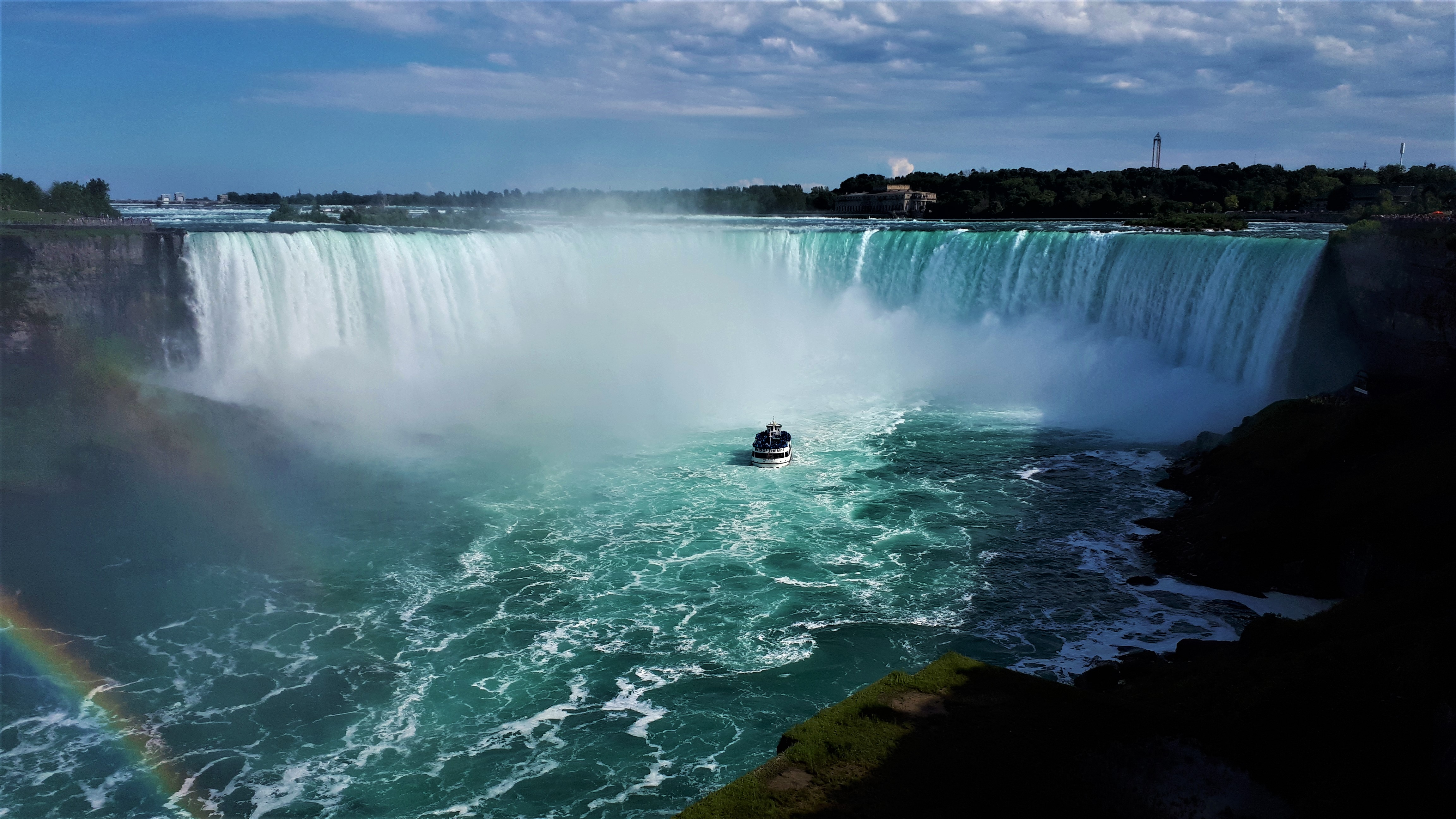
آبشار نعل اسبی
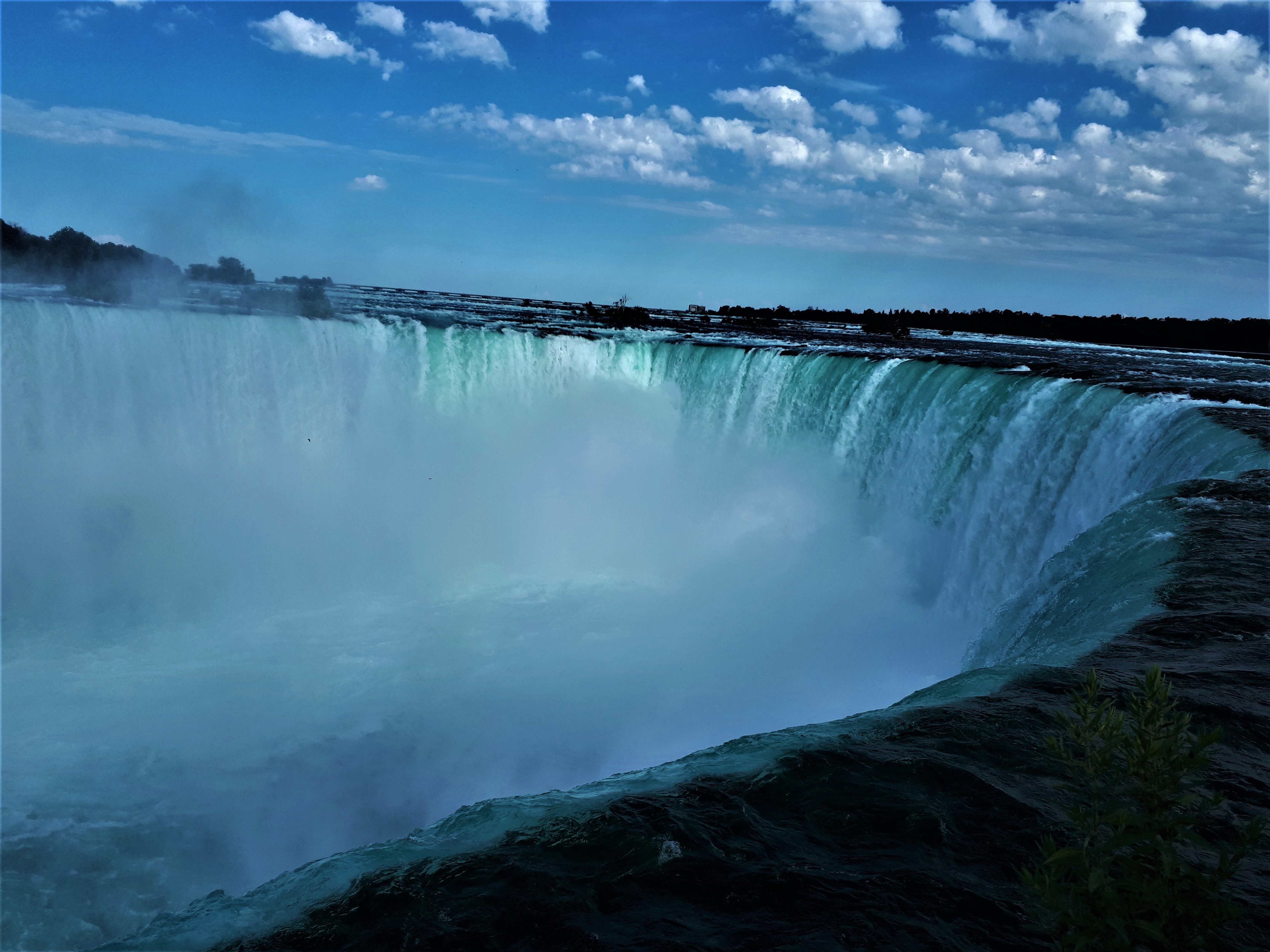
آبشار نعل اسبی